# 老榕树
《老榕树》（羅馬化：Dhodo Bargachh）是印度诗人哈尔达尔·纳格于1990年创作的诗歌作品，共10段。作者将诗句中的榕树进行拟人化描写，并描述这棵榕树在过去中所见证的一切，反映了印度农村的生活写照。
该诗作最初发表在当地杂志上，是哈尔达尔·纳格的处女作。后被苏伦德拉·纳特翻译成英语，名为，收录于《卡维扬贾利》第一卷以及《哈尔达尔·纳格诗选集》（Haldhar Nag Selected Poems）中。

## 创作背景
《老榕树》的主题来源自作者哈尔达尔·纳格在根斯的一棵榕树，这棵树已在他祖父时代存在。在这首诗中，这棵榕树经历了孩子们树根上荡秋千、为旅人提供庇护所，也是新郎接送新娘时的休息处、死者的往生之地。在《老榕树》的最后一段，作者将榕树拟人化为一个无声证人：“它看到、它知道、它听到、它发现，但它一句话也不说。它有力的双臂向外张开，就像一个沉默的证人站在那里。”
1990年，纳格写下《老榕树》后大获成功，并连续创作另外四首诗全部出版。在他的诗人生涯开始后，访问了附近村庄，让村民们背诵他的诗。不久便被赐以“民间诗人之宝”（英語：Lok Kabi Ratna）之誉。